# Niahite
La niahite è un minerale.